# Aleksandyr Tomow
Aleksandyr Tomow Łazarow (bg. Александър Томов Лазаров; ur. 3 kwietnia 1949 w Skławe) – bułgarski zapaśnik walczący w stylu klasycznym. Trzykrotny srebrny medalista olimpijski z Monachium 1972, Montrealu 1976 i Moskwy 1980. Startował w kategorii plus 100–110 kg.

## Kariera sportowa
Sześciokrotny uczestnik mistrzostw świata, pięciokrotny złoty medalista z 1971, 1973, 1974, 1975 i 1979. Osiem razy stawał podium mistrzostw Europy, w tym na najwyższym stopniu w 1972, 1973, 1976, 1979 i 1984. Mistrz Uniwersjady w 1977 roku.
- Turniej w Monachium 1972

Zwyciężył Edwarda Wojdę i Istvana Semerediego z Jugosławii, a przegrał z Anatolijem Roszczinem z ZSRR.
- Turniej w Montreal 1976

Pokonał Mamadou Sakho z Senegalu, Janosa Rovnyaiego z Węgier, Henryka Tomanka i Romanem Codreanu z Rumunii, a przegrał z Pete Leem z USA i Aleksandrem Kolczinskim z ZSRR.
- Turniej w Moskwie 1980

Wygrał z Prvoslavem Ilicem z Jugosławii, Jozsefem Farkasem z Węgier, Romanem Codreanu z Rumunii i Hassanem Becharą z Libanu. Przegrał z Aleksandrem Kolczinskim z ZSRR.